# San Pawl il-Baħar
San Pawl il-Baħar (engelsk St. Paul's Bay) er en by på Malta med 13.412 indbyggere (2005). Den ligger i den nordvestlige del af øen Malta, 16 km fra hovedstaden Valletta. 
Navnet refererer til Paulus' skibsforlis, som er dokumenteret i Apostlenes Gerninger. Man mener at hans skib forliste på St. Paulus-øen, som ligger udenfor bugten. 
Selv om byen har lidt over 13.000 indbyggere, stiger folketallet til omkring 60.000 fra juni til september på grund af de mange turister som kommer hertil. 